# Groene hondskopboa
De groene hondskopboa (Corallus caninus) is een grote groene slang uit de familie reuzenslangen (Boidae) die voorkomt in delen van Zuid-Amerika.

## Naam en indeling
De wetenschappelijke naam van de soort werd voor het eerst voorgesteld door Carl Linnaeus in 1758. Oorspronkelijk werd de wetenschappelijke naam Boa canina gebruikt. De slang werd later aan andere geslachten toegekend, zoals het niet langer erkende Xiphosoma.
Vroeger werd de soort ook wel tot het geslacht Boa gerekend, maar is tegenwoordig ingedeeld bij Corallus. Andere Corallus- soorten zijn de tuinboa (Corallus hortulanus, voorheen bekend als Corallus enhydris), Corallus annulatus, Corallus blombergi, Corallus ruschenbergerii, Corallus grenadensis en Corallus cookii.

### Ondersoorten
Recent onderzoek door Vidal, Henderson, Delmas en Blair Hedges (Journal of Herpetology, Vol. 39, No. 3, 2005) naar DNA-monsters van een representatief aantal exemplaren van de groene hondskopboa uit verschillende verspreidingsgebieden heeft aangetoond dat er mogelijk sprake is van ondersoorten van deze slang. Exemplaren die in het zogenaamde 'Braziliaanse Bassin' (ten zuiden van Guyana) voorkomen zijn namelijk anders geschubd dan exemplaren uit bijvoorbeeld het 'Guyaanse Schild' en de noordelijke vorm in Suriname. Ze zijn forser en hun kleurpatroon is ook anders. Ze hebben felwitte, scherp afgetekende dwarsstrepen over de hele rug - zie bijgaande foto. Dit is in andere verspreidingsgebieden niet het geval, of althans in veel mindere mate. Exemplaren uit het Braziliaanse Bassin worden beschouwd als zijnde verreweg de mooiste ten opzichte van exemplaren uit andere verspreidingsgebieden.

## Uiterlijke kenmerken
Deze boa kan een lichaamslengte bereiken van 1,4 tot twee meter en heeft doorgaans een erg fors lichaam met een grijpstaart. Hij heeft een kenmerkende brede kaak en schedel waaraan de soort eenvoudig te herkennen is. Het lichaam is groen, soms met kleine zwarte puntjes, maar meestal met een witte rugstreep en kleine witte dwarsstrepen op de flanken, de buik is witgeel.

## Levenswijze
Het is een typische boombewoner, die zich oprolt op een tak of boomkruin, en wacht op prooidieren. Overdag ligt de slang te slapen in een boom, en 's nachts wordt gejaagd op vogels en vleermuizen, maar ook wel hagedissen en kleine zoogdieren. Het is een van de snelste soorten boa's, niet alleen op het land, maar ook zwemmend in het water. De slang kan bijten en heeft scherpe tanden, maar is niet giftig.
De groene hondskopboa is eierlevendbarend. Het vrouwtje werpt per seizoen drie tot vijftien jongen, die eerst steenrood, felrood, oranje of geel zijn. Na ongeveer een jaar krijgen ze pas de groene huid.

## Verspreiding en habitat

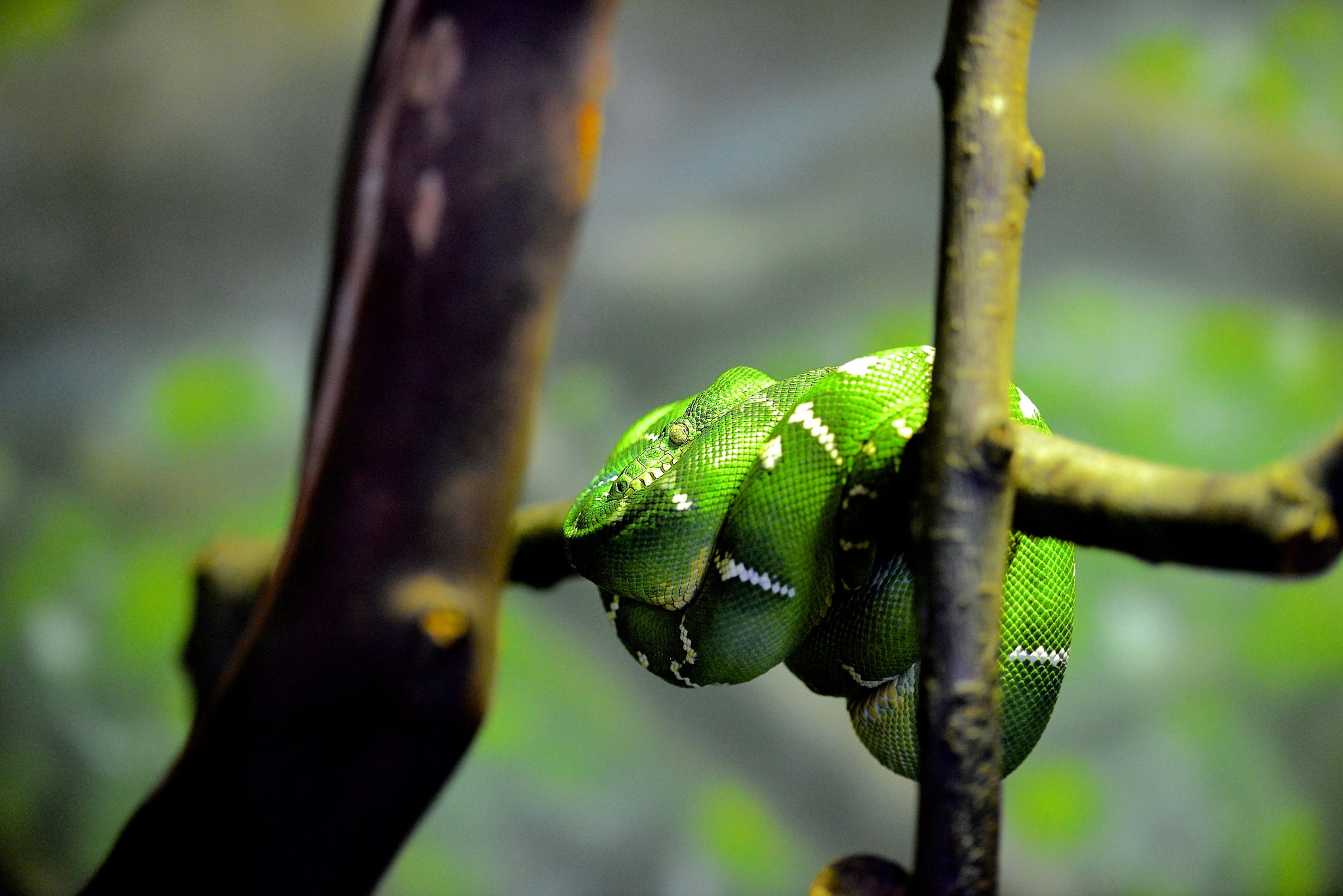
Exemplaar in een dierentuin in Oakland.

De groene hondskopboa komt voor in delen van noordoostelijk Zuid-Amerika en leeft in de landen Venezuela, Brazilië, Guyana, Frans-Guyana en Suriname. De habitat bestaat uit vochtige, tropische regenwouden met enige zonplekken om op te warmen.
De habitat bestaat uit tropische en subtropische vochtige laaglandbossen. Ook in door de mens aangepaste streken zoals aangetaste bossen kan de slang worden aangetroffen. De soort is aangetroffen van zeeniveau tot op een hoogte van ongeveer 200 meter boven zeeniveau.

## Beschermingsstatus
Door de internationale natuurbeschermingsorganisatie IUCN is de beschermingsstatus 'veilig' toegewezen (Least Concern of LC).